# اطلاعات سلامت در ویکی‌پدیا

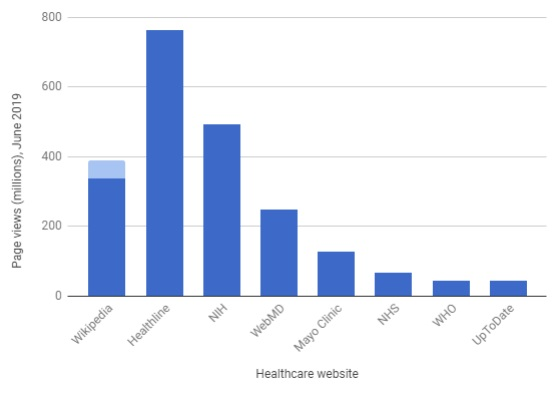
وب سایت‌های پزشکی انگلیسی زبان محبوب در ژوئیه ۲۰۱۹

دانشنامه آنلاین ویکی‌پدیا، از اواخر دهه ۲۰۰۰، به عنوان منبعی محبوب برای اطلاعات حوزه سلامت هم برای افراد عادی در بسیاری از موارد و هم برای پزشکان مراقبت‌های بهداشتی بوده‌است. مقالات مرتبط با سلامت در ویکی‌پدیا معمولاً به‌عنوان نتایج اصلی در موتورهای جستجو قابل دسترسی هستند و اغلب خلاصه‌هایی از مقالات ویکی‌پدیا ارائه می‌دهند. ارزیابی‌های مستقلی از تعداد و جمعیت‌شناسی افرادی که به دنبال اطلاعات سلامت در ویکی‌پدیا هستند، دامنه پوشش موضوعات و کیفیت و اعتبار اطلاعات در ویکی‌پدیا انجام شده‌است.
در سال ۲۰۱۴ تخمین زده شد که ویکی‌پدیای انگلیسی حدود ۲۵۰۰۰ مقاله در مورد موضوعات مرتبط با سلامتی دارد. در سراسر دانشنامه‌های ویکی‌پدیا به همه زبان‌ها، ۱۵۵۰۰۰ مقاله بهداشتی با استفاده از ۹۵۰۰۰۰ استناد به منابع وجود داشت که مجموعاً ۴٫۸ میلیارد بازدید در سال ۲۰۱۳ را ثبت کرد. این حجم از ترافیک، ویکی‌پدیا را به یکی از پرمخاطب‌ترین دانشنامه‌های بهداشتی در جهان تبدیل می‌کند.

## مقدار محتوای سلامت

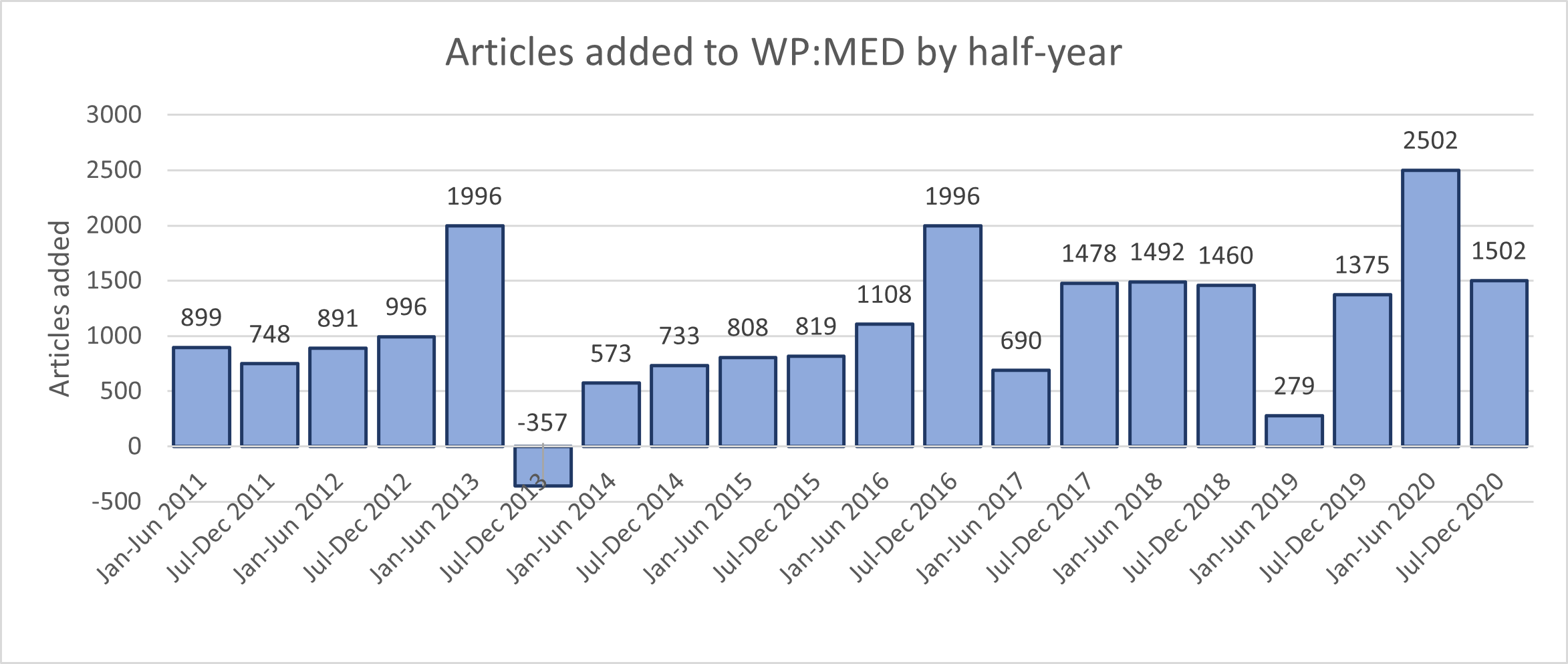
تعداد مقالات پزشکی اضافه شده به ویکی‌پدیا در هر نیم سال، ۲۰۱۱ تا ۲۰۲۰

تا پایان سال ۲۰۱۳، ویکی‌پدیای انگلیسی ۲۹۰۷۲ مقاله پزشکی داشت، در حالی که در تمام نسخه‌های زبانی ویکی‌پدیا، ۱۵۵۸۰۵ مقاله پزشکی در دسترس بود.
تا مارس ۲۰۱۷، ویکی‌پدیای انگلیسی به ۳۰۰۰۰ مقاله پزشکی و مجموع زبان‌های ویکی‌پدیا به ۱۶۴۰۰۰ مقاله پزشکی رسید.
همچنین تا این زمان، حدود ۶۰۰۰ مقاله حوزه آناتومی نیز در ویکی‌پدیای انگلیسی وجود داشت. که به عنوان «مقالات پزشکی» در ویکی‌پدیا طبقه‌بندی نمی‌شوند و بنابراین در رقم ۳۰۰۰۰ فوق گنجانده نشده‌اند.

## ماهیت مشارکت کنندگان
یک مطالعه مصاحبه‌ای در سال ۲۰۱۴ نشان داد که حدود نیمی از ویراستاران محتوای مرتبط با سلامت در ویکی‌پدیای، متخصصان مراقبت‌های بهداشتی و نیمی دیگر شامل برخی از دانشجویان پزشکی هستند. یکی از نویسندگان این مطالعه نوشت که این ماهیت از مشارکت کنندگان، امکان اطمینان به این وب سایت را فراهم می‌کند. این مطالعه همچنین نشان داد که «جامعه ویرایشگران اصلی» که فعالانه مقالات مرتبط با سلامت در ویکی‌پدیای انگلیسی را نظارت و ویرایش می‌کنند، در حدود ۳۰۰ نفر بودند. این مطالعه بیان داشت که افرادی که در این موضوعات مشارکت می‌کنند به دلایل مختلفی، از جمله تمایل به یادگیری بهتر موضوعات، احساس مسئولیت و لذت در بهبود دسترسی دیگران به اطلاعات سلامت، این کار را انجام می‌دهند.
مطالعه‌ای در سال ۲۰۱۶ نشان داد که ویراستاران ویکی‌پدیا که در مقالاتی در مورد داروهای طراحی شده مشارکت داشتند، به احتمال زیاد در مقالات داروهای غیرقانونی و داروسازی نیز ویرایش کرده‌اند، به این معنی که پیشینه‌ای از داروشناسی دارند. این مطالعه همچنین به این نتیجه رسید که افرادی که در زمینه‌های پزشکی فعال اند در مقالاتی مانند اختلالات عصبی، اختلالات روان‌پزشکی، سایر بیماری‌ها و زیست‌شناسی سلولی نیز مشارکت داشتند و احتمال کمی وجود داشت که در مقالاتی از موضوعات فرهنگ عامه یا تاریخ ویرایش کنند.

## مطالعات آکادمیک

### دقت و سودمندی
مطالعه‌ای در سال ۲۰۰۷ نمونه‌ای از صفحات ویکی‌پدیا را در مورد متداول‌ترین روش‌های جراحی در ایالات متحده مورد بررسی قرار داد و دریافت که ۸۵٫۷ درصد از آنها به بیماران اطلاعات مناسبی ارائه می‌دهند و این مقاله‌ها دارای «سطح بالایی از اعتبار داخلی» هستند. با این حال، همین مطالعه نگرانی‌هایی را در مورد کامل بودن ویکی‌پدیا مطرح کرد و نشان داد که تنها ۶۲٫۹ درصد از مقالات بررسی‌شده فاقد «اطلاعات نادرست» بودند. مطالعه‌ای در سال ۲۰۰۸ گزارش داد که اطلاعات دارویی در ویکی‌پدیا نسبت به چنین اطلاعاتی در پایگاه‌داده آنلاین مِد اِسکیپ دراگ ریسورس که به‌طور تخصصی نگارش شده بود، «دامنهٔ محدودتری دارد، کامل‌تر است، اما اطلاعات نادرست بیشتری را ارائه می‌دهد». یک مطالعه در سال ۲۰۱۰ نشان داد که مقاله استئوسارکوما در ویکی‌پدیای انگلیسی از کیفیت علمی بالایی برخوردار است، اما صفحه موسسه ملی سرطان (NCI) اطلاعات معتبرتری دارد. نویسندگان به این نتیجه رسیدند که ویکی‌پدیا باید پیوندهای بیرونی به منابع با کیفیت‌تر را در صفحات خود قرار دهد.
ارزیابی ۵۰ مقاله پزشکی در ویکی‌پدیا در سال ۲۰۱۱ نشان داد که ۵۶ درصد از منابع ذکر شده در این صفحات را می‌توان معتبر در نظر گرفت و هر مدخل به‌طور متوسط شامل ۲۹ منبع معتبر است. مطالعه‌ای در سال ۲۰۱۱ صفحات ویکی‌پدیا را در مورد پنج نوع استاتین بررسی کرد و به این نتیجه رسید که این صفحات حاوی اطلاعات نادرست یا گمراه‌کننده نیستند، اما اغلب اطلاعاتی دربارهٔ تداخلات دارویی و موارد منع مصرف ندارند. مطالعه دیگری در سال ۲۰۱۱ که مقالات ویکی‌پدیا را در مورد ۲۰ داروی پرتجویز در سطح جهان بررسی می‌کرد، نشان داد که هفت مورد از این مقاله‌ها هیچ منبعی ندارند و به این نتیجه رسید که «ویکی‌پدیا اطلاعات دارویی را به‌طور مداوم دقیق، کامل و مرجع ارائه نمی‌کند»
ارزیابی مقالات ویکی‌پدیا در سال ۲۰۱۲ در مورد مکمل‌های غذایی نشان داد که مقاله‌های ویکی‌پدیا «اغلب ناقص، با کیفیت متغیر و گاهی اوقات با منابع اطلاعاتی معتبر دربارهٔ این محصولات ناسازگار هستند».
یک بررسی محدوده در سال ۲۰۱۳ که در مجله تحقیقات اینترنتی پزشکی منتشر شد، شواهد موجود در مورد استفاده از ویکی‌ها، ویکی‌پدیا و سایر برنامه‌های نوشتار مشترک در مراقبت‌های بهداشتی را خلاصه کرد و دریافت که مقالات تحقیقاتی مورد منبع، در بیشتر موارد گزارش‌های مشاهده‌ای بودند تا مطالعات تحقیقاتی اولیه.
مطالعه‌ای در سال ۲۰۱۴ که ۹۷ مقاله ویکی‌پدیا را در مورد پزشکی مکمل و جایگزین (CAM) مورد بررسی قرار داد، نشان داد که ۴ درصد از آنها به وضعیت «مقاله خوب» رسیده‌اند و این مقالات به‌طور قابل‌توجهی کوتاه‌تر از مقالات مربوط به درمان‌های معمولی و استاندارد بودند.
در ماه مه ۲۰۱۴، مجله انجمن استئوپاتی آمریکا مقاله‌ای منتشر کرد؛ در این مقاله نتیجه‌گیری شد که «بیشتر صفحات ویکی‌پدیا برای ۱۰ بیماری پرهزینه در ایالات متحده، در مقایسه با منابع استانداردِ بررسی شده، دارای خطاهای بیشتری هستند». به دنبال این مقاله، بسیاری از منابع رسانه‌ای دیگر گزارش دادند که خوانندگان نباید به اطلاعات پزشکی در ویکی‌پدیا اعتماد کنند. برخی از مشارکت‌کنندگان برجسته محتوای سلامتِ ویکی‌پدیا از روش ارائه اطلاعات سلامت در ویکی‌پدیا دفاع و از این مطالعه انتقاد کردند و خاطرنشان نمودند که «ویکی‌پدیا حقیقت را بازتاب نمی‌دهند، بلکه اطلاعات قابل تأیید را مطرح می‌کند». این افراد ادعا کردند که از آنجایی که مأموریت ویکی‌پدیا انعکاس آن چیزی است که در منابع اصلی (مانند مؤسسه ملی ارتقای مراقبت‌های بهداشتی بریتانیا) نوشته شده، اشکال در شیوه علمی و اشکالات این منابع سبب دور شدن ویکی‌پدیا از نظرات منابع اصلی معتبر است. اشاره به نادرست بودن مقاله‌های سلامت ویکی‌پدیا کاملاً مفهوم ویکی‌پدیا را نادیده می‌گیرد، زیرا «ویکی‌پدیا در مورد حقیقت نیست، بلکه [در عوض] به تأییدپذیری خود متعهد است.» مشارکت‌کنندگان ویکی‌پدیا همچنین خاطرنشان کردند که حجم نمونه کوچک در این مطالعه ممکن است نتایج را تعریف کرده باشد و این مطالعه سطح نادرستی ویکی‌پدیا را با در نظر نگرفتن اطلاعات مهمی که مقالات ویکی‌پدیا از قلم انداخته است، کمتر نشان دهد.
یک مطالعه در سال ۲۰۱۴ نشان داد که هنگامی که FDA هشدارهای ایمنی جدیدی در مورد داروها صادر می‌کند، در ۴۱٪ مورد بررسی شده در مقالات ویکی‌پدیا این هشدارهای دارویی به روز می‌شود تا اطلاعات ایمنی جدید را ظرف دو هفته ارائه دهند. ۲۳ درصد دیگر از مقالات دارویی ویکی‌پدیا برای ارائه این اطلاعات در عرض حدود ۴۰ روز به‌روزرسانی شدند، اما ۳۶ درصد از مقالات در طول یک سال هم همچنان به‌روزرسانی نگردیدند. مقایسه ای در سال ۲۰۱۴ بین اطلاعات دارویی انتخاب شده از کتاب‌های درسی داروشناسی و اطلاعات قابل مقایسه در ویکی پدیای انگلیسی و آلمانی نشان داد که اطلاعات دارویی در ویکی‌پدیا بیشتر موارد ضروری برای مطالعات داروشناسی در مقطع کارشناسی را پوشش می‌دهد و دقیق است.
مطالعه‌ای در سال ۲۰۱۵ که پوشش مناقشه واکسن اوتیسم را در چندین وب‌سایت مقایسه کرد، نشان داد که مقالات ویکی‌پدیا به‌طور کلی پوشش دهنده استاندارد ترویج واکسن است. این مطالعه بیان داشت ویراستاران ویکی‌پدیا به الزامات مراجع علمی و معتبر به شدت متعهد هستند. مطالعه ای نیز در سال ۲۰۱۶ نشان داد که اطلاعات دارویی در ویکی‌پدیا نسبت به سایت مرجع پزشکی «میکرومِدِکس» دقیق و کامل‌تر است. مطالعه‌ای در سال ۲۰۱۷ دقت مقاله‌های ویکی‌پدیا دربارهٔ ۳۳ مورد از محبوب‌ترین دارو را با راهنمای دارویی چاپ شده برای هر دارو مقایسه کرد. این مطالعه نشان داد که مقالات ویکی‌پدیا عموماً نسبت به راهنمای دارویی مربوطه دقت کمتری دارند.

### خوانایی
در سال ۲۰۱۲، مقالات ویکی‌پدیا دربارهٔ افسردگی و اسکیزوفرنی با پوشش موجود در دانشنامه بریتانیکا و یک کتاب درسی روان‌پزشکی مقایسه شد و از نظر دقت، به‌روز بودن، گستردگی پوشش، ارجاع و خوانایی آن ارزیابی شد. ویکی‌پدیا در همه موارد به جز خوانایی رتبه بالایی کسب کرد.
یک بررسی در سال ۲۰۱۳ از محتوای نفرولوژی در ویکی‌پدیا نشان داد که این دانشنامه منبع پزشکی جامع و نسبتاً قابل اعتماد برای بیماران نفرولوژی است و در سطح مطالعه دانشگاهی نوشته شده‌است.
یک مطالعه در سال ۲۰۱۴ نشان داد که مقاله ویکی‌پدیا در مورد بیماری پارکینسون دارای امتیاز سهولت خواندن فلِش ۳۰٫۳۱ است، به این معنی که خواندن آن دشوار خواهد بود.
تحقیق دیگری در سال ۲۰۱۷ که ۱۳۴ مقاله ویکی‌پدیا را در مورد بیماری‌های خودایمنی ارزیابی کرد، نشان داد که خواندن آن‌ها بسیار دشوار است و حداقل به سطح دانش فارغ‌التحصیل دانشگاهی نیاز دارد. نویسندگان این مطالعه نگران خوانایی پایین ویکی‌پدیا بودند، زیرا افراد مبتلا به اختلالات خودایمنی اغلب از ویکی‌پدیا برای تحقیق در مورد وضعیت خود استفاده می‌کردند.
یک مطالعه در سال ۲۰۱۸ که ۵۵ مقاله ویکی‌پدیا را در مورد موضوعات جراحی مغز و اعصاب ارزیابی کرد، نشان داد که خواندن مقالات این موضوعات در ویکی‌پدیا به‌طور قابل‌توجهی دشوارتر از مقاله‌های اطلاعات بیمار در انجمن جراحان مغز و اعصاب آمریکا (AANS) است، اگرچه هم مقاله‌های ویکی‌پدیا و هم مقالات AANS به سطح مطالعه دانشگاهی نیاز داشتند.
خوانایی مقاله‌های ویکی‌پدیا در مورد صرع نیز در سال ۲۰۱۵ مورد ارزیابی قرار گرفت و میزان آن دشوار برآورد شد. مطالعه دیگری نشان داد که خواندن اطلاعات ویکی‌پدیا در مورد بیماری‌های عصبی بسیار دشوارتر از اطلاعات موجود در بروشورهای بیماران انجمن روان‌پزشکی آمریکا، وب‌سایت مایو کلینیک یا مدلاین پلاس است. مطالعه دیگری در سال ۲۰۱۵، که توسط سامی آزِر انجام شد نشان داد که ویکی‌پدیا نباید برای آموزش مفاهیم مرتبط با ریه به دانشجویان استفاده شود. مطالعه دیگری نیز در سال ۲۰۱۵ توسط آزر نشان داد که مدخل‌های ویکی‌پدیا در مورد بیماری‌های قلبی عروقی «مخاطب پزشکی را هدف قرار نمی‌دادند» و عمدتاً به دلیل اشتباهات علمی، دقیق نبودند.
یک مطالعه در سال ۲۰۱۶ نشان داد که اطلاعات ویکی‌پدیا در مورد تشخیص‌های رایج بیماری‌های داخلی در سطح بالاتری نسبت به چهار سایت دیگر مورد مطالعه (مؤسسه ملی سلامت وب‌ام‌دی، مایو کلینیک و «وب‌سایت‌های مخصوص تشخیص») نوشته شده‌است. در مقابل، مطالعه دیگری که در همان سال منتشر شد نشان داد که دانشجویان پزشکی که دربارهٔ سه بیماری فوق در آسِس مدیسین و ویکی‌پدیا مطالعه می‌کنند، تلاش ذهنی کمتری نسبت به خوانندگان اطلاعات همان بیماری‌ها در آپتودیت انجام می‌دهند.

## دیدگاه‌های دیگر
جیمی ولز، یکی از بنیانگذاران ویکی‌پدیا، گفته‌است که کمبود اطلاعات بهداشتی، مرگ‌های قابل پیشگیری را در بازارهای نوظهور افزایش می‌دهد و اطلاعات بهداشتی ویکی‌پدیا می‌تواند سلامت جامعه را بهبود بخشد. ولز پروژه ویکی‌پدیا زیرو را به‌عنوان کانالی برای ارائه اطلاعات بهداشتی به مکان‌هایی که مردم در دسترسی به اطلاعات آنلاین مشکل دارند، ارائه کرد.
در نتیجه علاقه عمومی به اپیدمی ویروس ابولا در سال ۲۰۱۴ در غرب آفریقا، ویکی‌پدیا به منبع اطلاعاتی محبوب در مورد ابولا تبدیل شد. پزشکانی که مشارکت کنندگان ویکی‌پدیا بودند گفتند که کیفیت اطلاعات در داخل آن را به شدت افزایش داده‌اند.

### پزشکی جایگزین
افرادی که طب جایگزین را ترویج می‌کنند شکایت دارند که ویکی‌پدیا به‌طور منفی درمان‌های پزشکی جایگزین از جمله انرژی درمانی، تکنیک‌های آزادی عاطفی، درمان میدان فکر و تکنیک طب فشاری تاپاس را به تصویر می‌کشد. ولز در پاسخ این صحبت‌ها بیان داشت: «اگر بتوانید کار خود را در مجلات معتبر علمی منتشر کنید، یعنی بتوانید شواهدی را از طریق آزمایش‌های علمی تکرار شونده ارائه دهید، ویکی‌پدیا آن را به‌طور مناسب پوشش خواهد داد.» نگرانی‌های مشابهی در مورد پوشش ویکی‌پدیا از موضوعات هومیوپاتی مطرح شده‌است.

## استفاده
اکثر مردم در ایالات متحده از اینترنت به عنوان منبع اطلاعات بهداشتی استفاده می‌کنند. سومین فعالیت رایج برای جستجوی اطلاعات آنلاین، جستجوی اطلاعات بهداشتی یا پزشکی است. یک مطالعه در سال ۲۰۱۳ نشان داد که ۲۲٪ از جستجوهای مراقبت‌های بهداشتی آنلاین کاربران را به ویکی‌پدیا هدایت می‌کند.
ویکی‌پدیا در سال ۲۰۱۴ در گزارشی که توسط مؤسسه IMS برای انفورماتیک مراقبت‌های بهداشتی منتشر گردید، به‌عنوان «منبع واحد پیشرو» اطلاعات مراقبت‌های بهداشتی برای بیماران و متخصصان بهداشت توصیف شد. بر اساس همین گزارش، ۵۰ درصد از پزشکان آمریکایی که برای مقاصد حرفه ای آنلاین می‌شوند، از ویکی‌پدیا برای دسترسی به اطلاعات استفاده می‌کنند. این حقایق در صفحه ۱۷ از همان گزارش تحقیقاتی منتشر شده توسط مؤسسه IMS برای انفورماتیک مراقبت‌های بهداشتی در مورد «درگیر کردن بیماران از طریق رسانه‌های اجتماعی» اشاره شده‌است و بیشتر در رسانه‌های محبوب و مقالات مورد بررسی مجدد منتشر گردید.
در ژوئیه ۲۰۱۴، محتوای پزشکی ویکی‌پدیا به همه زبان‌ها بیشتر از هر وب‌سایت مراقبت‌های بهداشتی محبوب دیگری از جمله مؤسسه ملی سلامت، وب‌ام‌دی، مایو کیلینیک، سرویس سلامت ملی، WHO و آپتودیت بازدید شده بود. برخی از پزشکان نیز استفاده خود از ویکی‌پدیارا ، به عنوان یک راز گناه آلود، برملا کردند.

### دیدگاه عمومی
مطالعه ای در سال ۲۰۱۵، محبوبیت مقالات ویکی‌پدیا را در مورد ده مورد از شایع‌ترین اختلالات عصبی در یک دوره ۹۰ روزه از آوریل ۲۰۱۴ تا ژوئیه ۲۰۱۴ مقایسه کرد. نشان داد که هیچ رابطه‌ای بین بروز یا شیوع یک اختلال عصبی و تعداد بازدید از صفحه آن موضوع در ویکی پدیا وجود ندارد. برای مثال، مقاله ویکی‌پدیا در مورد مولتیپل اسکلروزیس بسیار محبوب‌تر از مقاله‌های آن در مورد اختلالات رایج‌تر مانند میگرن، صرع یا سکته بود. نویسندگان این نظریه را مطرح کردند که این مسئله ممکن است به دلیل افزایش شیوع اسکن‌های MRI باشد که منجر به افزایش یافته‌های تصادفی ضایعات ماده سفید شده‌است. اگرچه بیشتر این ضایعات هیچ ارتباطی با ام‌اس ندارند، اما ممکن است بیماران، بستگان و حتی پزشکان را به جستجوی اینترنتی در مورد «مولتیپل اسکلروزیس» سوق دهند که میتواند آنها را به مقالات ویکی‌پدیا برساند.

### دانشجویان پزشکی
اطلاعات سلامت ویکی‌پدیا به‌عنوان «تغییر نحوه یادگیری پزشکان آینده» توصیف شده‌است. مفسران مختلف در آموزش بهداشت گفته‌اند که ویکی‌پدیا برای دانشجویان پزشکی محبوب و راحت است.
یک مطالعه در سال ۲۰۱۳ که در یک دانشکده پزشکی استرالیا انجام شد، نشان داد که ۹۷٪ از دانشجویان از ویکی‌پدیا برای تحصیل پزشکی استفاده می‌کردند که رایج‌ترین دلایل آن سهولت دسترسی و سهولت درک مطالب آن است. هیچ رابطه‌ای بین سال تحصیلی یک دانشجو در دانشکده پزشکی و استفادۀ وی از ویکی‌پدیا وجود نداشت، با این حال بیشتر دانشجویان در دانشکده‌های پزشکی کمتر از ویکی‌پدیا به‌عنوان اولین منبع، تنها منبع، یا رایج‌ترین منبع استفاده می‌کردند.
در سال ۲۰۱۳، دانشکده پزشکی UCSF شروع به ارائه یک دوره انتخابی یک‌ماهه به دانشجویان پزشکی سال چهارم کرد که حول محور بهبود مقالات مرتبط با سلامت ویکی‌پدیا بود. بین سال‌های ۲۰۱۳ و ۲۰۱۵، ۴۳ دانشجو در این دوره شرکت کردند و یک مقاله مرتبط با سلامت را برای نگارش انتخاب کردند. مطالعه مشارکت آنها توسط دانشکده UCSF نشان داد که دانشجویان مقالات خود را گسترش دادند، منابع با کیفیت بالاتر اضافه، منابع با کیفیت پایین را حذف کردند و خوانایی آن را بهبود بخشیدند. نویسندگان این مطالعه استدلال می‌کنند که دانشکده‌های پزشکی باید دانشجویان را تشویق کنند تا در ویکی‌پدیا مشارکت کنند، هم برای بهبود کیفیت محتوای آن و هم برای توانمندسازی دانشجویان برای تبدیل شدن به مربیان بهتر مراقبت‌های بهداشتی.
یک مطالعه در سال ۲۰۱۳ روی گروه خاصی از دانشجویان دامپزشکی نشان داد که اکثر این دانشجویان به دنبال اطلاعات پزشکی در ویکی‌پدیا بوده‌اند.
یک مطالعه در سال ۲۰۱۵ روی پنج دانشکده پزشکی اروپا نشان داد که دانشجویان بیش از آنکه از ویکی‌پدیا برای یافتن اطلاعات عمومی استفاده کنند، از آن برای جستجوی اطلاعات پزشکی بهره می‌بردند. برای اطلاعات عمومی ۱۶٪ از دانش آموزان اغلب، ۶۰٪ گاهی اوقات و ۲۴٪ به ندرت از ویکی‌پدیا استفاده می‌کردند، در عوض ۱۲٪ از دانش آموزان اغلب، ۵۵٪ گاهی اوقات و ۳۳٪ به ندرت محتوای پزشکی ویکی‌پدیا را مطالعه می‌کردند. تقریباً همه دانش آموزان (۹۷٪) حداقل یک بار اطلاعات نادرستی در ویکی‌پدیا پیدا کرده بودند، اما کمتر از ۲۰٪ آنها به تصحیح آن دست زدند.
یک مطالعه در سال ۲۰۱۵ روی دانشجویان پزشکی در دانشگاه دالهوسی در نوا اسکوشیا، کانادا، نشان داد که آنها گوگل و ویکی‌پدیا را به دلیل دسترسی، قابل فهم بودن و مفید بودن مطلوب، اما پاب‌مد را از نظر دقت و قابل اعتماد بودن مهم ارزیابی کردند.
یک مطالعه در سال ۲۰۱۷ در مورد استفاده از منابع آنلاین توسط دانشجویان سال اول پزشکی در دانشکده پزشکی ملبورن نشان داد که آنها بیشتر از پلتفرم یادگیری آنلاین دانشکده استفاده می‌کنند (هر روز) و از گوگل و ویکی‌پدیا کمی کمتر (تقریبا هر روز) بهره می‌برند. دانش‌آموزان پلتفرم یادگیری را مفیدترین و پس از آن گوگل و ویکی‌پدیا کاربردی و مؤثر می‌دانستند. آن‌ها اندکی کمتر از پلتفرم یادگیری مفید، اما به‌طور قابل‌توجهی بیشتر از فیس‌بوک یا گوگل اسکالر مفید در نظر گرفتند.
یک مطالعه در سال ۲۰۱۷ در مورد منابعی که توسط دانشجویان پزشکی در دوران کارآموزی جراحی عمومی در کالج پزشکی دانشگاه فلوریدا مورد استفاده قرار گرفت، نشان داد که کتاب‌های مروری متداول‌ترین نوع منبع مطالعه هستند. با این حال پس از اینترنت، ویکی‌پدیا را سومین منبع پرکاربرد و پرکاربردترین منبع اینترنتی می‌دانستند. این مطالعه هیچ ارتباطی بین نوع منبع استفاده شده و عملکرد دانش آموزان در امتحانان موضوعیِ جراحی NBME پیدا نکرد.

### رزیدنت‌ها
مطالعه‌ای در سال ۲۰۰۹ در مورد استفاده از اینترنت توسط ۳۵ رزیدنت در بریتانیا نشان داد که ۸۰٪ از آنها از گوگل و ۷۰٪ آنها از ویکی‌پدیا برای جستجوی اطلاعات پزشکی حداقل هفته‌ای یک بار استفاده می‌کردند، در حالی که فقط ۳۰٪ از آنها مطالب موجود در پاب‌مد را مطالعه کرده بودند. گوگل و ویکی‌پدیا در درجه اول برای مطالعه پس‌زمینه استفاده می‌شدند، در حالی که پاب‌مد و سایر وب‌سایت‌ها «بهترین شواهد» برای پاسخ به سؤالات خاص برای تصمیم‌گیری های بالینی بیان شدند.
یک نظرسنجی در سال ۲۰۱۵ از دستیاران روان‌پزشکی در دانشکده پزشکی هاروارد نشان داد که آنها دو برابر بیشتر از منابع چاپی از منابع آنلاین استفاده می‌کردند. سه منبع پرکاربرد آپتودیت، پاب‌مد و ویکی‌پدیا بودند. آپتودیت پر استفاده‌ترین منبع بود و به عنوان قابل اعتمادترین منبع در نظر گرفته شد، در حالی که پاب مد دومین منبع پر استفاده بود و به عنوان منبع یادگیری شخصی رتبه شد. ویکی‌پدیا سومین منبع پر استفاده بود و بالاترین رتبه را برای سهولت استفاده دریافت کرد. با این حال، کمترین امتیاز اعتماد را کسب نمود.

### پزشکان و سایر متخصصان سلامت
مطالعه‌ای در سال ۲۰۱۳ روی ۵۰۰ پزشک اروپایی که بیشتر آنها اهل اتریش و سوئیس بودند، نشان داد که موتورهای جستجوی عمومی مانند گوگل محبوب‌ترین نوع منبع پزشکی آنلاین هستند و پس از آن پایگاه‌های اطلاعاتی تحقیقات پزشکی مانند پاب‌مد و پس از آن ویکی‌پدیا در رتبه سوم قرار دارند. ۵۶ درصد از پزشکان در حال آموزش (ساکنان) از ویکی‌پدیا استفاده می‌کنند و تنها ۳۷ درصد از پزشکانی که قبلاً دوره آموزشی خود را تکمیل کرده بودند، از آن بهره می‌بردند.
یک مطالعه در سال ۲۰۱۴ روی ۲۵۹ متخصص بهداشت در اسپانیا نشان داد، در حالی که ۵۳٪ از آنها از ویکی‌پدیای اسپانیایی برای جستجوی اطلاعات پزشکی در حین کار استفاده می‌کردند، تنها ۳٪ از آنها آن را قابل اعتماد می‌دانستند و ۱۶٪ مطالب موجود در آن را به بیماران خود توصیه می‌کردند. در بین تمامی این افراد تنها ۱۶٪ تا به حال به ویرایش مقاله‌ای در ویکی‌پدیا دست‌زده بودند. رایج‌ترین دلایل انجام ندادن این کار این بود که آنها خود را متخصص نمی‌دانستند (۵۱٪)، ترجیح می‌دادند وبلاگ یا مقاله‌‌ای پزشکی منتشر کنند (۲۱٪) و برخی نگران بودند که کسی هر گونه مشارکتی که انجام داده‌اند را لغو کند (۱۷٪).

### استنادات دانشگاهی

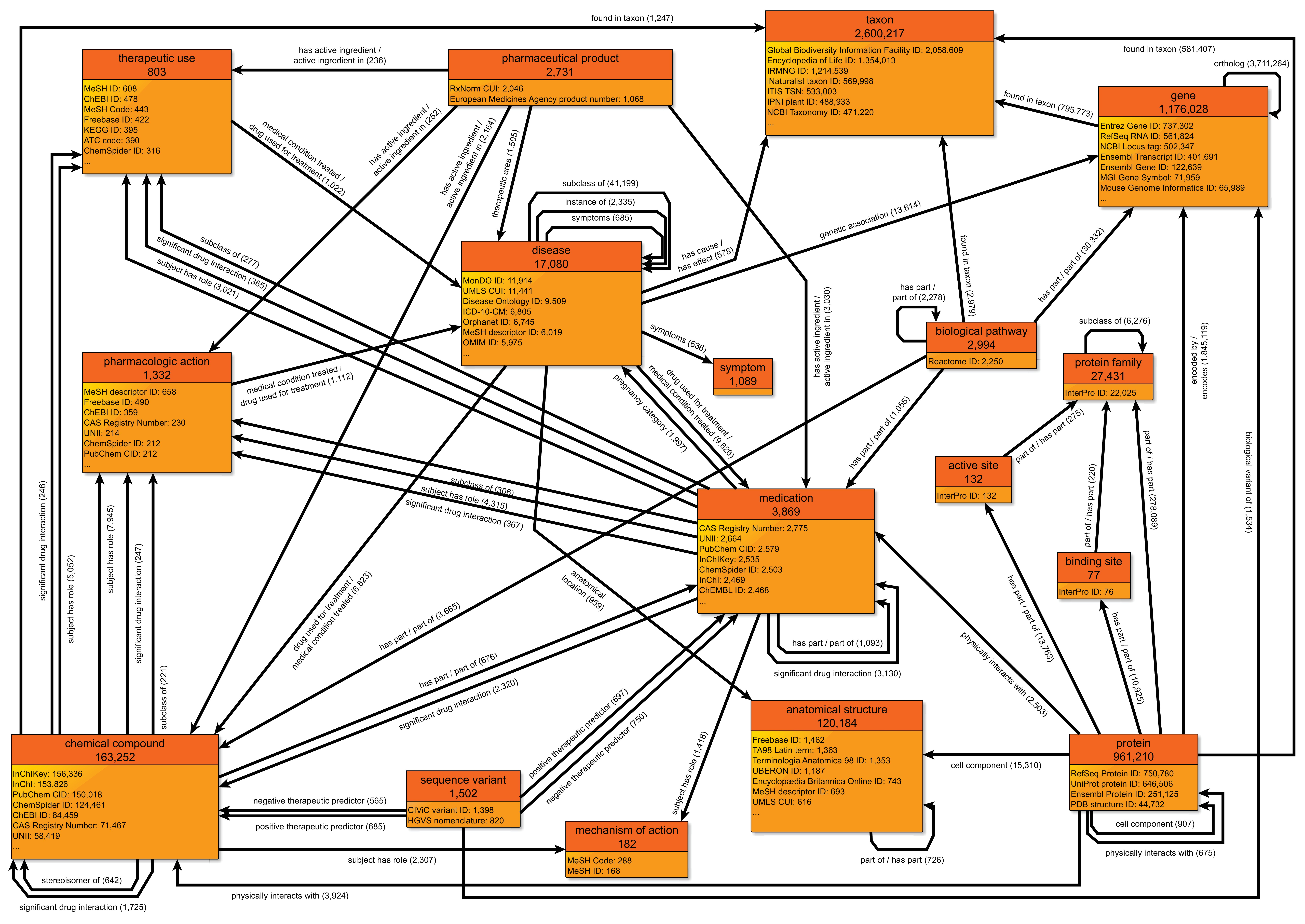
هستی‌شناسی اطلاعات پزشکی ویکی‌داده

ویکی‌پدیا به‌عنوان منبع نامعتبری در بسیاری از مجلات علوم سلامت ذکر شده‌است.

### تأثیر بر تست‌های روان‌شناسی
در سال ۲۰۰۹، یک پزشک و ویرایشگر ویکی‌پدیا، جیمز هیلمن، تصاویر دارای مالکیت عمومیِ آزمون رورشاخ را در ویکی‌پدیا قرار داد. روانشناسان شکایت داشتند که افزایش مواجهه عمومی با این آزمایش‌ها باعث کاهش ارزش بالینی آنها شده و به سلامت عمومی آسیب رسانده‌است.

### محققان
ویکی‌پدیا و ویکی‌داده پروژه‌های به هم پیوسته‌ای در اکوسیستم ویکی‌مدیا هستند. ویکی‌داده حاوی داده‌های ساختاری اطلاعات پزشکی است که به خودی خود مفید است و همچنین اطلاعاتی را در ویکی‌پدیا ارائه می‌دهد. عمل قرار دادن اطلاعات پزشکی در اکوسیستم ویکی‌مدیا، آن‌ها را به روش‌های مختلفی از جمله در دسترس‌تر کردن و آماده‌سازی آن برای ترکیب مجدد، و تعامل با اطلاعات دیگر در پلتفرم ویکی‌مدیا آن بهبود می‌دهد.

## آمار ترافیک در پایش سلامت
همان‌طور که گوگل فِلو تِرنِت توانست جستجوهای آنفولانزا را با شیوع محلی آنفولانزا مرتبط کند، بازدید از صفحه مقالات ویکی‌پدیا در مورد موضوعات مرتبط با آنفولانزا در جمعیت‌هایی که شیوع آنفولانزا را تجربه می‌کنند، افزایش می‌یابد، این مسئله زمان همه‌گیری یا افزایش یوع بیماری‌هایی مانند تب دنگی و سل نیز مشاهده شده است.

## پروژه‌هایی برای بهبود اطلاعات سلامت در ویکی‌پدیا

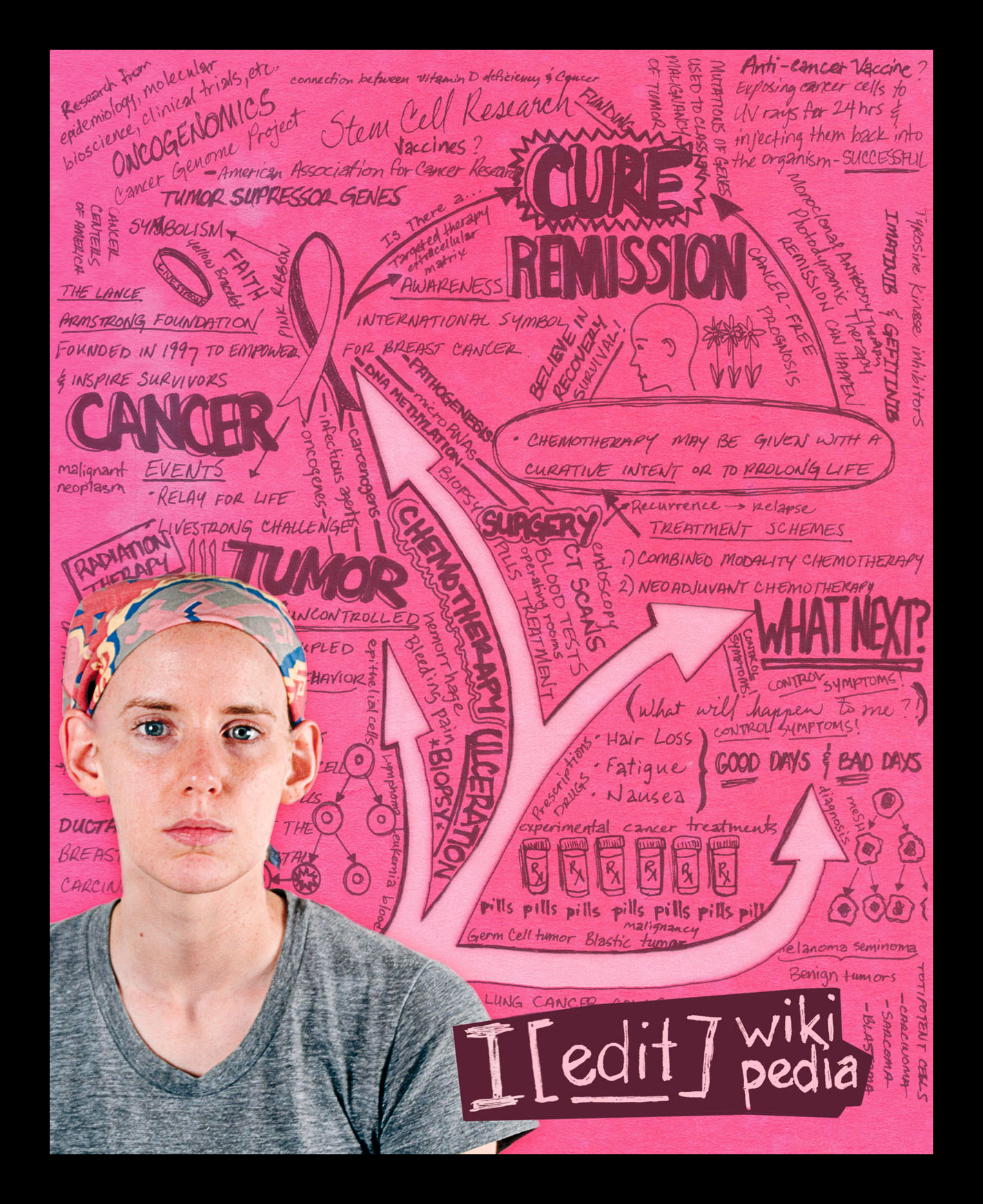
آگهی مجله برای کمپین ویکی‌پدیا

در سال ۲۰۰۹ مؤسسه ملی بهداشت یک پروژه آزمایشی برای ادغام اطلاعات سلامت در ویکی‌پدیا انجام داد.
در سال ۲۰۱۱، گزارش شد که مرکز تحقیقات سرطان انگلستان برنامه ای را آغاز کرده‌است که به موجب آن برخی از کارکنان این مرکز مقالات مرتبط با سرطان ویکی‌پدیا را ویرایش کنند.
نهاد همکاری بین‌المللی علیه صرع نیز پروژه‌ای در حال انجام به نام پروژه صرع ویکی‌پدیا برای افزایش کیفیت و دانش در مورد صرع شروع کرده است.
سازمان‌های بهداشتی مانند NIOSH , NIHR و کاکرین نیز شروع به استخدام ویکی‌مدین‌ها در محل اقامت خود کردند تا مشارکت‌های خود در ویکی‌پدیا افزایش دهند. دانشگاه کالیفرنیا، سانفرانسیسکو نیز برنامه‌ای برای تشویق دانشجویان به مشارکت در محتوای سلامت در ویکی‌پدیا ارائه داده‌ است.